# Akarotaxis nudiceps
Akarotaxis nudiceps (Waite, 1916) è un pesce della famiglia dei Batidraconidi, i pesci drago antartici. Unica specie del suo genere, è presente nell'Oceano Australe lungo la piattaforma continentale dell'Antartide.

## Descrizione
A. nudiceps ha un corpo snello, ricoperto di scaglie ctenoidi e dotato di due linee laterali: la linea laterale superiore ha solo 3-9 scaglie tubolari nella sua sezione anteriore, mentre la sua parte posteriore è costituita da scaglie porose che compongono anche la linea laterale mediana. Il margine superiore posteriore dell'opercolo presenta un piccolo uncino. La specie è dotata di piccoli denti conici disposti in fasce. La pinna dorsale reca 29-33 raggi molli, la pinna anale 25-28. Gli esemplari conservati nell'alcool hanno il corpo marrone con la testa più scura, la pinna dorsale chiara e le altre pinne scure. Questa specie raggiunge una lunghezza standard massima di 13,0 cm.

## Biologia
La femmina depone solo 2000 uova, pertanto questa specie presenta la fecondità più bassa conosciuta tra i Batidraconidi. La riproduzione ha luogo tra metà e fine estate.

## Distribuzione e habitat
A. nudiceps è presente lungo quasi tutto il continente antartico, dalle acque ad ovest dell'isola Adelaide al mare di Ross, dove è una specie batidemersale che si trova a profondità comprese tra 371 e 915 m sulla piattaforma continentale esterna e nelle fosse profonde.

## Tassonomia
Il genere Akarotaxis venne istituito nel 1980 dagli ittiologi Hugh Hamilton DeWitt, americano, e Jean-Claude Hureau, francese. La sua unica specie, Akarotaxis nudiceps, era già stata descritta nel 1916 come Bathydraco nudiceps dallo zoologo australiano di origine britannica Edgar Ravenswood Waite con località tipo la Terra della Regina Maria al largo della piattaforma di ghiaccio Shackleton. L'olotipo era stato raccolto durante la spedizione Aurora. Il nome generico deriva da akaro, che significa «corto» o «piccolo», e taxis, «linea» o «fila», in riferimento alla breve linea laterale superiore, che comprende meno di 10 scaglie tubolari. L'epiteto specifico nudiceps significa «testa nuda», forse un'allusione all'assenza di squame sulla testa, nonostante Waite non menzioni questa caratteristica.